# اليوم العالمي للغة الإسبانية
اليوم العالميّ للُّغة الأسبَانِيّة هو يوم عالميّ يتمّ بهذه المناسبة الاحتفاء باللُّغة الأسبَانِيّة في 23 أبريل من كُلّ عام.

## معلُومات أساسية
في إطار جُهُود الأمم المُتحدة لتعدّد اللُغات والثقافات، ولرفع مُستوى الوعي التّاريخيّ والثّقَافِيّ وإنجازات كُلّ لُّغة من اللُغات. وبناءً على مُبادرة اليُونيسكُو، المنظّمة العالميّة للتّربِية والثّقافة والعُلُوم، أعلن في 19 شباط / فبراير 2010 الاحتفال بكُلّ لُّغة من اللُغات الرّسميّة للأمم المُتحدة، وتقرّر تكريم اللُّغة الأسبَانِيّة في 12 أُكتُوبر / تِشرِين الأوّل.

## انظُر أيضاً
- لُّغة إسبانية.
- اليوم العالمي للغة الأم.
- لغات رسمية في الأمم المتحدة.

## وصلات خارجية
- اليوم العالميّ للُّغة الأسبَانِيّة (موقع الأمم المتحدة على الإنترنت باللُّغة الأسبَانِيّة).